# Teatro Dal Verme
El Teatro Dal Verme és un teatre de Milà, Itàlia, localitzat a la Via San Giovanni sul Muro, en el lloc de l'anterior teatre privat el Politeama Ciniselli. Va ser dissenyat per Giuseppe Pestagalli gràcies a una comissió de comte Francesco Dal Verme, i va ser utilitzat principalment com a teatre d'òpera durant els segles XIX i començaments del XX. Avui, el teatre ja no s'utilitza per a l'òpera, sinó com a sala de concerts, teatre i dansa, així com exposicions i conferències.
L'original teatre de 3000 seients, coronat per una gran cúpula, va ser construït amb la tradicional forma de ferradura, amb dos pisos de llotges i una gran galeria (loggione) que contenia un miler de seients.
El teatre obre les portes el 14 de setembre de 1872 amb una producció de Les Huguenots de Meyerbeer i aviat es va establir com un dels teatres d'òpera més importants d'Itàlia. Durant els seus anys daurats, el teatre va veure les estrenes mundials d'obres com Le Villi, de Puccini (31 de maig de 1884), Pagliacci (21 de maig de 1892), I Medici (9 de novembre de 1893) de Leoncavallo, i Signa de Cowen (12 de novembre de 1893). També es va presentar l'estrena italiana de Die lustige Witwe, de Lehár (27 d'abril de 1907).
Al voltant de la dècada de 1930 el teatre estava sent principalment usat com a cinema. Després va ser severament danyat a causa del bombardeig aliat durant la Segona Guerra Mundial, després de la qual, la seva magnífica cúpula, que havia sobreviscut al bombardeig, va ser despullada de totes les seves parts metàl·liques per l'exèrcit d'ocupació alemany. Va ser parcialment reconstruït el 1946, i, per un període en la dècada del '50, va ser usat per a musicals. Després va ser reduït a un espai de conferències polítiques.
El 1991, es considera un pla de reforma de l'interior del teatre; projecte finalment completat el 1998. Ara consta d'un gran auditori, la Sala Gran, amb 1.420 seients; una sala més petita anomenada Sala Piccola amb 200 seients; i un espai per a conferències i exhibicions, la Sala Terrazzo.
Des de setembre del 2001 està administrada per la Fondazione I Pomeriggi Musicali, l'orquestra de la qual resideix en el teatre.